# Pastime Paradise
A Pastime Paradise (Szórakoztató Paradicsom v. A szórakozás paradicsoma) egy Stevie Wonder dal. Az  1976-os Songs in the Key of Life című dupla albumán jelent meg. A „Pastime Paradise” jelentése, illetve üzenete vita tárgya. Azokra a problémákra kell-e összpontosítanunk, amelyeket a jelenben meg kell oldani, vagy egy valamilyen jövőbeli idilli korszakban?
A felvétel végén a West Angeles Church of God in Christ és egy Hare Krisna-csoport gospelkórusa énekel. A dalt a Motown Records adta ki 1976. szeptember 28-án. Coolio Gangsta's Paradise című dala ebből a Stevie Wonder-számból származik.

## Híres felvételek
- Patti Smith
- Youngblood Brass Band
- Chick Corea
- Sunlightsquare
- Rainer Ptacek
- Ray Barretto
- Martik
- Coolio: „Gangsta's Paradise”, annak paródiája: „Amish Paradise” "Weird Al" Yankovic-tól)
- Az Eläkeläiset, a finn humpparock zenekar finn nyelvű paródiát készített 5. belőle stúdióalbumán (Werbung, Baby!, 1999).